# 야오토메
야오토메(일본어: 八乙女)는 일본의 신앙시설인 신사에서 가구라 등을 추는 8명의 여자아이를 말한다.